# Rumbula
Rumbula es un barrio de la ciudad de Riga, Letonia.

## Superficie
Posee una superficie de 6,978 kilómetros cuadrados (697,8 hectáreas).

## Población
Hasta 2021 presentaba una población de 870 habitantes, con una densidad de población de 124,6 habitantes por kilómetro cuadrado.

## Transporte

### Rutas
- Autobús: 15, 18, 31, 49.[1]
- Trolebús: 15.[1]